# Комітет оборонного планування НАТО
Комітет оборонного планування НАТО —  скасований у 2010 р. орган НАТО, який був частиною військової структури НАТО. Його функції став виконувати Комітет з оборонної політики та планування НАТО.

## Історія
Витоки Комітету оборонного планування НАТО лежать в травні 1963 року під час засідання Північноатлантичної Ради на міністерській сесії в Оттаві. В ході засідання були окреслені виклики НАТО, які стикалися з усе більш складною міжнародною політичною і військовою ситуацією. Міністри були занепокоєні необхідністю балансу між звичайними і ядерними спроможностями Альянсу, і тому вони направили Раді розглянути взаємопов'язані питання стратегії, а також потреби в силах і наявних ресурсах.

Наприкінці вересня 1963 року військові сили НАТО повідомили, що розробили стратегічний план. Також було вирішено, що Північноатлантична Рада представлятиме себе як комітет з планування оборони, щоб направляти і контролювати цей процес. В результаті, перше засідання комітету відбулося 10 жовтня 1963 року, коли він заснував підлеглу, консультативну Робочу Групу з планування, що складалася з країн, які виявили інтерес у плануванні. 

Комітет оборонного планування НАТО здійснив свою першу доповідь в грудні 1965 року. В тому ж місяці, Рада затвердила п'ятирічний цикл планування оборони, а також доповнення у вигляді річного та трирічного огляду.

## Склад комітету
Комітет складається з постійних представників, відповідно на рівні Міністрів оборони і збирається двічі на рік. Під час зустрічей вони розглядають питання оборони і предметів, які стосуються планування колективної оборони. За винятком Франції, всі країни-члени в цьому форумі присутні. Комітет оборонного планування є керівництвом для військових влад НАТО в зоні його відповідальності, і має ті ж функції і атрибути та повноваження Північноатлантичної Ради з питань, що належать до його компетенції. Робота Комітету оборонного планування готується рядом підлеглих комітетів з конкретними обов'язками і, зокрема Комітету оборони. Вони планують та розглядають питання пов'язані з військовою структурою країн. Рішення, щодо поставлених цілей в НАТО виробляються відповідно до правила консенсусу.

## Структура комітету
Командна структура НАТО складається з Північноатлантичної ради, Комітету оборонного планування і Групи ядерного планування та Військового комітету. Військовий комітет складається з військових представників кожної держави-члена НАТО. Цей орган обговорює основні операції, формулює стратегію і має справу з іншими військовими питаннями. Основні завдання Військового комітету полягає в оцінці, плануванні та рекомендації під час прийняття рішення.

## Група ядерного планування
Міністри оборони країн-членів, які беруть участь в роботі Комітету оборонного планування НАТО постійно проводять зустрічі, де вони мають справу з конкретними стратегічними питаннями, пов'язаними з ядерними силами. Дискусії містять широкий спектр питань ядерної політики, засобів зв'язку та інформаційних систем. Ядерна політика Альянсу перебуває під постійним контролем і будь-яке рішення приймається спільно. Процедури планування та консультації постійно оновлюються і відповідно коригуються. Робота Групи ядерного планування складається з членів національних делегацій країн, що беруть участь в НПГ. Група комісії регулярно зустрічається один раз на тиждень, або частіше, якщо в цьому є потреба.